# Drugi marsz kubański
Drugi Marsz Kubański (ros. 2-й Кубанский Поход) – operacja wojskowa Armii Ochotniczej białych na Kubaniu, a następnie Kaukazie Północnym w II poł. 1918 r. podczas wojny domowej w Rosji.
Na przełomie 1917/1918 r. Biali sformowali nad Donem Armię Ochotniczą. Na jej czele stanęli gen. Ławr Korniłow i gen. Michaił Aleksiejew. Bolszewicy skoncentrowali przeciwko nim swoje wojska, po czym zaatakowali Rostów nad Donem. Z powodu silnej przewagi liczebnej wojsk bolszewickich Armia Ochotnicza w nocy z 21 na 22 lutego 1918 r. opuściła miasto, udając się na Kubań w kierunku Jekaterynodaru, aby połączyć się z działającymi tam powstańczymi oddziałami Kozaków kubańskich. Doszło do tzw. pierwszego marszu kubańskiego (lodowego), podczas którego najpierw wojska białych połączyły się 14 marca z Armią Kubańską płk Wiktora Pokrowskiego, a następnie połączone ponad 6-tysięczne siły zaatakowały w ostatnich dniach marca Jekaterynodar. W wyniku nieprzyjacielskiego ostrzału artyleryjskiego 30 kwietnia zginął gen. Korniłow. Nowym dowódcą Armii Ochotniczej został gen. Anton Denikin. Wydał on rozkaz odstąpienia spod miasta i zawrócenia na północ nad Don, gdzie w tym czasie rozpoczęło się antybolszewickie powstanie Kozaków dońskich. Trwający 80 dni marsz zakończył się na początku maja.
Wkrótce dowództwo Armii Ochotniczej stanęło przed wyborem dalszego strategicznego kierunku działań bojowych. Generał Denikin wraz ze swoim szefem sztabu gen. Iwanem  Romanowskim opracowali plan ponownego natarcia na Kubań, co zostało poparte przez gen. Aleksiejewa. Zajęcie Kubania pozwoliłoby zasilić Armię Ochotniczą nastawionymi antybolszewicko kolejnymi Kozakami kubańskimi. Ponadto zamierzano opanować Kaukaz Północny w celu zabezpieczenia tyłów Armii Ochotniczej. Taki plan nie został jednak zaakceptowany przez atamana gen. Piotra Krasnowa, głównodowodzącego Armią Dońską, który chciał, aby Biali wsparli jego natarcie na Carycyn. Niektórzy dowódcy jednostek Armii Ochotniczej, jak  płk Michaił Drozdowski popierali koncepcję gen. Krasnowa. Generał Denikin odrzucił jednak tę propozycję, co doprowadziło w późniejszym czasie do samodzielnego działania obu związków operacyjnych.
W przeddzień 2 Kubańskiego Marszu Armia Ochotnicza składała się z:
- 1 Dywizji Piechoty – dowódca gen. lejt. Siergiej Markow,
- 2 Dywizji Piechoty – dowódca gen. mjr Aleksandr Borowski,
- 3 Dywizji Piechoty – dowódca płk Michaił Drozdowski,
- 1 Dywizji Kawalerii – dowódca gen. Iwan Erdeli,
- 1 Kubańskiej Brygady Kozackiej – dowódca gen. mjr Wiktor Pokrowski.

W skład Armii Ochotniczej wchodził też formalnie 3,5 tysięczny oddział Kozaków dońskich płk Bykadyrowa, ale faktycznie działał on samodzielnie w rejonie rzeki Manycz. Ogółem w skład Armii Ochotniczej wchodziło pięć pułków piechoty, osiem pułków kawalerii, pięć i pół baterii artylerii (21 dział), których liczebność wynosiła ok. 8,5-9 tys. żołnierzy. Teatr działań wojennych związany z 2 Kubańskim Marszem obejmował Kubań, gubernie stawropolską i czarnomorską oraz Zadonie. Plan działań wojennych przewidywał zajęcie stanicy Torgowej, aby przerwać połączenie kolejowe między Północnym Kaukazem a centralną Rosją, przy osłonie tego ataku ze strony Carycyna, następnie zdobycie strategicznego węzła kolejowego stacji Tichorieckiej oraz leżących bardziej na północ stacji Kuszczewki i Kawkazkiej, jednocześnie prowadzenie natarcia na Jekaterynodar w celu zajęcia tego wojennego i politycznego centrum całego terytorium.
Drugi Marsz Kubański rozpoczął się od wyjścia Armii Ochotniczej ze stanicy Mieczetinskaja w nocy z 22 na 23 czerwca 1918 r. Pierwszym zadaniem było zdobycie stacji kolejowej Torgowaja. W tym celu siły białych rozdzieliły się na 2 części. Pierwsza w składzie 2 i 3 Dywizji Piechoty nacierała w dół linii kolejowej Batajsk-Torgowaja i rzeki Sriednij Jegorłyk. 25 czerwca rozpoczął się atak na stację Torgowaja. Jednocześnie nieduża część grupy przeszła rzekę Jegorłyk, zdobywając chutor Szawlijew niedaleko Torgowej. Dzięki temu mogła przeprawić się cała dywizja, aby zaatakować stację Torgowaja z drugiej strony. Jednakże wojska białych napotkały silny opór oddziałów bolszewickich. Po kilku godzinach ciągłych ataków, ponosząc duże straty, udało im się zająć stację. Zdobyto w niej wielu jeńców wojennych, zapasów wojskowych, 3 działa i sporo karabinów maszynowych. Był to ważny sukces Armii Ochotniczej.
W tym czasie pozostała część Armii Ochotniczej w składzie 1 Dywizji Piechoty i 1 Dywizji Kawalerii skierowała się w stronę linii kolejowej stacja Tichoriecka-Carycyn, aby przerwać zaopatrzenie wojsk bolszewickich, odwrócić ich uwagę od głównego uderzenia i jednocześnie zamknąć okrążenie stacji Torgowa. 25 czerwca kawaleria białych dotarła do linii kolejowej, po czym wydzielono oddział dla osłony od strony stacji Tichoriecka. Natomiast 1 DP oczyściła z niewielkich oddziałów bolszewickich obszar między Juloj i Manyczem. Na drugim brzegu Manycza działał oddział Kozaków dońskich płk I.F. Bykadyrowa. 25 czerwca 1 DP zdobyła stację Szablijewka. Podczas szturmu zginął gen. Markow. Zastąpił go płk Aleksandr Kutiepow.
Siły bolszewickie, wyrzucone ze stacji Torgowaja, wycofały się w rejon chutoru Piesczanookopskaja-Biełaja Glina, zagrażając linii natarcia białych w kierunku stacji Tichorieckaja. W tej sytuacji 2 DP zaatakowała Biełą Glinę, zaś 3 DP otrzymała zadanie zdobycia chutoru Razwilnyj i Piesczanookopskaja, a następnie uderzyć na Biełą Glinę. Natomiast lewa kolumna Armii Ochotniczej (1 DP i 1 DKaw.) skierowała się w rejon Sandata-Iwanowka w celu odrzucenia sił bolszewickich i połączenia się z resztą Armii w Nowo-Pawłowce.
4 lipca został zdobyty chutor Piesczanookopska, gdzie zdobyto wielu jeńców. Pułkownik Drozdowski jako pierwszy spośród białych dowódców podjął decyzję o przyjęciu w skład swojej dywizji byłych czerwonoarmistów. Sformował z nich tzw. Batalion Sołdacki, wkrótce rozwinięty w 1 Sołdacki Pułk (przejął on tradycje carskiego 83 Samurskiego Pułku Piechoty). W tym czasie 3 DP podeszła pod Biełą Glinę, atakując ją w nocy z 5 na 6 lipca. Podczas nocnego szturmu poległ płk Michaił Żebrak-Rustanowicz, dowódca jednego z pułków 3 DP, a także większość oficerów jego sztabu. Ogółem zginęło ok. 400 żołnierzy, w tym ok. 80 oficerów.
Pod koniec lipca rozpoczęło się natarcie Armii Ochotniczej na Jekaterynodar. Po dojściu do stacji Korienowska, siły białych rozdzieliły się na kilka grup, które poprowadziły atak na miasta z różnych stron. Główny atak prowadziły wzdłuż linii kolejowej stacja Tichoriecka-Jekaterynodar 1 DP i 3 DP. 1 DKaw. nacierała od północy. 1 Brygada Kawalerii Kozaków kubańskich wykonała manewr, wychodząc na tyły Jekaterynodarskiej Grupy Armijnej Północno-Kaukaskiej Armii Czerwonej. W odwodzie znajdowała się część 2 DP. 27 lipca 3 DP zdobyła stanicę Dinską, leżącą 20 wiorst od Jekaterynodaru. Wzięła tam ok. 600 jeńców i 3 działa. Tymczasem tego samego dnia do kontrnatarcia przeszły 25-30-tysięczne wojska bolszewickie pod dowództwem Iwana Sorokina. Bolszewicy zamierzali po zajęciu stanicy Korienowskiej wyjść na tyły Armii Ochotniczej, jednocześnie rozdzielając ją na 2 części. Zmusiło to gen. A.I. Denikina do przegrupowania swoich sił. Wydał rozkaz przeprowadzenia ze Stawropola ataku pułku piechoty z baterią artylerii, wspartego pociągami pancernymi, w kierunku stanicy Korienowskiej. 1 DP i 3 DP miały zaatakować nacierające oddziały bolszewickie od południowego zachodu, czyli od strony Jekaterynodaru. 1 DKaw. miała uderzyć od północy. Kozacy kubańscy w dalszym ciągu posuwali się na tyły przeciwnika.
Atak 1 DP i 3 DP na stanicę Korienowską, przeprowadzony 29 lipca, zakończył się niepowodzeniem. Obie dywizje poniosły duże straty, w wyniku czego wycofały się na pozycje wyjściowe. 30 lipca doszło do kolejnego szturmu, ponownie bez sukcesu. W odpowiedzi oddziały bolszewickie, które też zostały bardzo osłabione, próbowały nieskutecznie wyrwać się z okrążenia. Ostatecznie jeszcze tego samego dnia stanica została zdobyta. Cena była wysoka: 1 DP i 3 DP straciły do 25-30% swojego stanu liczebnego.
Wojska białych, pomimo przewagi liczebnej oddziałów bolszewickich, kontynuowały natarcie na Jekaterynodar. Do 31 lipca Kozacy kubańscy sforsowali rzekę Biejsug, po czym zajęli stanicę Briuchowiecką. 1 DKaw. zdobyła stanice Bierezanską i Baturinską. 1 DP podchodziła do stanicy Wysełki. 2 sierpnia brygada Kozaków kubańskich opanowała od północy stację Timaszewską, stanowiącą ważny węzeł kolejowy. Tymczasem w trudnej sytuacji znalazła się 3 DP, gdyż oddziały bolszewickie silnie zaatakowały ją w rejonie stanicy Korienowską. Jednocześnie rozpoczęły głęboki obchód jej pozycji obronnych. W tej sytuacji płk Drozdowski rozkazał odwrót do stanicy Biejsugską, co uchroniło jego dywizję od całkowitego okrążenia. Następnie zaalarmował gen. Denikina, że z powodu wysokich strat wymaga ona odesłania na tyły dla odpoczynku. Jednakże głównodowodzący Armii Ochotniczej rozkazał zaatakować stanicę Korienowską, aby poprawić położenie 1 DP.
Pozostawiwszy większą część sił dla wykonania głównego zadania, tj. osłony Armii Ochotniczej od strony stanicy Ust-Łabinskaja, pozostałe oddziały 3 DP 6 sierpnia ruszyły lewym brzegiem rzeki Biejsużek w kierunku stanicy Korienowskaja. Uzyskano jednak informacje o ześrodkowaniu tam silnych sił przeciwnika, więc doszły one jedynie do chutoru Biejsużek. W tej sytuacji 1 DP, atakująca wieś Żurawki, poniosła duże straty bez sukcesu. 3 DP wyszła 7 sierpnia na tyły wojsk bolszewickich w rejonie Żurawki, kierując się na wieś Wysiełki, gdzie walczyła 1 DP. Jednakże, obchodząc przeciwnika od flanki, 3 DP sama została niespodziewanie zaatakowana od północnego wschodu. Dzięki pomocy 1 Pułku Kawalerii z 1 DKaw. udało się rozgromić oddziały bolszewickie. Do wieczoru 7 sierpnia wojska bolszewickie Iwana Sorokina zostały rozbite, zaś Biali zdobyli stanicę Korienowskaja. Wycofały się one do Jekaterynodaru i stanicy Timaszewskaja.
W wyniku tego zwycięstwa Armia Ochotnicza uzyskała możliwość rozwinięcia natarcia bezpośrednio na Jekaterynodar. Było ono prowadzone 2 grupami: 1 DKaw. i 1 DP atakowały od północy i północnego wschodu, zaś 3 DP od strony stanicy Ust-Łabinskaja. Brygada Kozaków kubańskich działała samodzielnie w dół Kubania.
9 sierpnia 3 DP zdobyła stanicę Kirpilskaja, zaś 11 sierpnia – stanice Ust-Łabinskaja i Woroneżskaja, oddzielając oddziały bolszewickie w terenie od garnizonu Jekaterynodaru. 12 sierpnia nadszedł rozkaz gen. Denikina o natychmiastowym ataku wszystkimi siłami na Jekaterynodar. Do 14 sierpnia Armia Ochotnicza podeszła pod miasto, blikując je od północy i wschodu. Tego dnia 3 DP zajęła rozjazd Paszkowski, a rano 15 sierpnia – stanicę Paszkowskaja. Pozostałe oddziały białych zdobyły stanicę Timaszewskaja, skąd resztki wojsk przeciwnika wycofały się w kierunku Noworosyjska. W wyniku szturmu 16 sierpnia 3 DP wdarła się do Jekaterynodaru. 26 sierpnia zdobyto Noworosyjsk.
W ten sposób wojska białych, za cenę dużych strat, kontrolowały na południu Rosji zachodnią część Kubania z Jekaterynodarem i północną część guberni czarnomorskiej z Noworosyjskiem. Doprowadziło to do odcięcia Północnego Kaukazu od centralnej Rosji. Tym samym władza bolszewicka straciła możliwość dostaw żywności z Kubania i ropy naftowej z Kaukazu. Podkopywało to znacznie jej gospodarcze fundamenty.
Kolejnym krokiem Armii Ochotniczej było sforsowanie rzeki Kubań i natarcie na Armawir. 8 września 3 DP częścią sił przeszła rzekę, po czym zaatakowała we flankę wojsk bolszewickich. Po ciężkich walkach zdobyła stanicę Gulkiewiczi, a następnie Kawkazkaja. Jednakże już 14 września, oddziały bolszewickie, uzyskawszy silne uzupełnienia, odrzuciły 3 DP z powrotem do stanicy Gulkiewiczi. Działającą w tym czasie 1 DKaw., prowadziła ciężkie walki z michajłowską grupą wojsk bolszewickich. 15 września 2 DP rozkazem gen. Denikina uderzyła w tył wojsk bolszewickich pod Armawirem, zajmując stanicę Niewinnomysską. Dzięki temu dowództwo bolszewickie było zmuszone przerwać kontratak i wycofać oddziały do Armawiru.
W tej sytuacji 3 DP 17 września przeszła do natarcia, podchodząc 19 września pod Armawir. Po krótkiej walce 3 DP i 2 DP wdarły się do miasta. Do końca dnia oddziały bolszewickie zostały całkowicie rozbite. Jednakże już 23 września Armawir zaatakowała 35-tysięczna czerwona Armia Tamańska. 25 września, po silnym przygotowaniu artyleryjskim, rozpoczęła szturm miasta, zdobywając północną część Armawiru. 3 DP kontratakowała, i pomimo zdecydowanej przewagi liczebnej przeciwnika, utrzymała miasto do wieczora. Kiedy wojska bolszewickie zaatakowały też od południa, w nocy z 25 na 26 września 3 DP wycofała się na prawy brzeg rzeki Kubań, zachowując kontrolę nad przeprawą.
W tym czasie rozkazem gen. Denikina pod Armawir nadeszła pomoc w postaci 1,5-tysiącznego oddziału płk Nikołaja Timanowskiego z 1 DP. Zaatakował on oddziały bolszewickie, znajdujące się na północ od Armawiru, oddzielając je od miasta. Widząc, że jednoczesne uderzenie 3 DP zostało wstrzymane, płk Timanowski również zatrzymał swoje oddziały. Pułkownik M. G. Drozdowski nie wierzył w sukces dalszego natarcia, w związku z czym, zostawiwszy od strony Armawiru niewielką zasłonę, wycofał 3 DP do stanicy Procznookopskiej. Dywizja miała odpocząć i przyjąć uzupełnienia, ale już 27 września przyszedł rozkaz gen. Denikina o kolejnym ataku na Armawir. Po przejściu na lewy brzeg rzeki Kubań, 3 DP połączyła się z oddziałem płk Timanowskiego, po czym zaatakowała miasto od północnego zachodu. Po poniesieniu dużych strat szturm został wstrzymany.
29 września na pozycje 3 DP przybył gen. Denikin. Pułkownik Drozdowski próbował mu wytłumaczyć bezsensowność dalszego ataku na Armawir, dopóki nie zostanie rozbita michajłowska grupa wojsk bolszewickich. Głównodowodzący Armii Ochotniczej zgodził się z tym stanowiskiem. W tej sytuacji, pozostawiwszy pod Armawirem oddział płk Timanowskiego, gen. Denikin skierował 3 DP przeciwko michajłowskiej grupy wojsk bolszewickich. Wspólnie z 1 DKaw. siły białych miały uderzyć od wschodu we flankę i tył przeciwnika i rozgromić go. 3 DP wyruszyła 30 września wieczorem. Nocą zmienił na dotychczasowej pozycji 1 DKaw., po czym rankiem 1 października zaatakował wojska bolszewickie. Nie przyniosło to jednak sukcesu. Oddziały 3 DP poniosły duże straty i były zmuszone wycofać się do stanicy Pietropawłowskiej.
23 października Armia Ochotnicza rozpoczęła krwawe walki pod Stawropolem. 3 DP, wzmocniona brygadą płastuńską (pieszą) Kozaków kubańskich, przeszła na prawy brzeg rzeki Kubań. Dostała rozkaz powstrzymania natarcia oddziałów bolszewickich, atakujących ze stanicy Niewinnomysskaja. Po jego wypełnieniu 3 DP sama przeszła do kontrataku, ale poniosła duże straty, nie osiągając sukcesu. 25 października wycofała się do wsi Tatarka (11 wiorst od Stawropola), gdzie w nocy z 26 na 27 października została zaatakowana przez wojska bolszewickie i odrzucona w kierunku północnym. Przez cały dzień 27 października 3 DP toczyła ciężkie walki z nacierającymi oddziałami bolszewickimi.
4 listopada 3 DP wraz z 2 DP udało się powrócić pod Stawropol, zajmując monaster św. Jana Chrzciciela i przedmieścia. 6 listopada wojska bolszewickie znowu kontratakowały. 3 DP za cenę wysokich strat powstrzymała je. W tym czasie siły Armii Ochotniczej oczyściły lewy brzeg rzeki Kubań, w związku z czym gen. Denikin mógł skierować przeciwko garnizonowi Stawropola wszystkie swoje siły. Do 12 listopada wojska bolszewickie zostały okrążone. 13 listopada podjęły one bezskuteczną próbę rozerwania pierścienia otaczających wojsk białych. W czasie tych walk w nogę został ranny płk Drozdowski, po czym ewakuowano go do Jekaterynodaru na leczenie. Ciężkie walki trwały do 15 listopada, kiedy Armia Ochotnicza zdobyła Stawropol. Był to ogromny sukces wojsk białych, w wyniku którego Północnokaukaska Armia Czerwona już nie odzyskała wartości bojowej.
Pod koniec 1918 r. zakończył się dla Armii Ochotniczej 11-miesięczny okres walki z wojskami bolszewickimi, rozpoczętej podczas Pierwszego Kubańskiego (Zimowego) Marszu. Za cenę bardzo wysokich strat (zginęło wielu bardzo wartościowych oficerów) zdołano opanować cały Kubań, Zadonie i Północny Kaukaz, dzięki czemu uzyskano bogatą bazę zaopatrzeniową. Otworzyło to białym drogę do centralnej Rosji i Moskwy. Jednakże wartość bojowa Armii została nadwyrężona, co dało o sobie znać podczas strategicznych działań w 1919 r.